# Црни Божић (филм из 1974)
Црни Божић (енгл. Black Christmas) је канадски хорор филм из 1974. режисера Боба Кларка, са Оливијом Хаси, Кеиром Дулом, Марго Кидер, Андреом Мартин, Маријан Волдман и Џоном Саксоном у главним улогама. Филм прати групу девојка у сестринству, које добијају чудне претеће позиве телефоном, па се испоставља да се човек који им прети крије у њиховој сестринској кући. Радња се дешава на Божић.
2006. године је снимљен римејк филма под истим називом, али је добио далеко лошије критике од оригинала.

## Радња
Након Божићне забаве у сестринској кући Пи Капа Сиг, девојке добијају веома чудне претеће поруке телефонским позивом. Након што се разићу једна од њих, Клер, одлази да спакује ствари, јер сутра путује кући, међутим у ормару је нападне и угуши кесом непознат човек. Потом је односи на таван куће, где се скрива и њено тело до краја филма неће бити пронађено. Након што њен отац пријави нестанак ћерке, још једна жена пријави нестанак свог детета, због тога се организује велика потрага целим градом. У међувремену Џес наставља да добије чудне позиве, а у једном тренутку човек говори као њена још нероћена беба. Због тога почиње да сумња на свог дечка, јер она жели да абортира, а он јој не дозвољава. Убица убија једну по једну у сестринској кући, док Џес сазнаје да позиви долазе из куће. У коначном обрачуну Џес грешком убија свог дечка, Питера, мисливши да је он убица, али убице остаје скривен на тавану и филм се завршава тако што он силази с тавана, вероватно да убије Џес, која сама лежи на свом кревету. Пошто та сцена није приказана, Џесина судбина остаје неразјашњена до краја.

## Неуспели наставак филма
Године 32. након првог филма, Боб Кларк је 2006. званично најавио снимање наставка. Оливија Хаси се вратила у улогу Џес Бредфорд, која је сада мајка сестринске куће. Ипак, врло брзо након што је снимање почело, Боб Кларк је погинуо у саобраћајној несрећи и снимање никад није настављено.

## Улоге
| Глумац          | Улога                    |
| --------------- | ------------------------ |
| Оливија Хаси    | Џес Бредфорд             |
| Кеир Дуле       | Питер Смит               |
| Марго Кидер     | Барбара Корд             |
| Џон Саксон      | поручник Кенет Фулер     |
| Маријан Волдман | гђа МекХенри             |
| Андреа Мартин   | Фил Карлсон              |
| Џејмс Едмунд    | гдин Харисон             |
| Дак МекГрат     | водник Неш               |
| Артур Хиндл     | Крис Хајден              |
| Лин Грифин      | Клер Харисон             |
| Мајкл Рапорт    | Патрик Корнел            |
| Лесли Карлсон   | Бил Грам                 |
| Марта Гибсон    | гђа Квајф                |
| Џон Рутер       | детектив                 |
| Дејвид Клемент  | Коган                    |
| Џулијан Рид     | официр Џенингс           |
| Боб Кларк       | Билијева (убицина) сенка |
| Ник Манкусо     | Билијев (убицин) глас    |